# Roosmarijn Knol
Roosmarijn Knol (15 september 1997) is vooral bekend als weerpresentator bij het NOS Journaal. Zij is de opvolger van Gerrit Hiemstra.

## Carrière
Knol is afgestudeerd in de richting meteorologie en luchtkwaliteit aan de Universiteit van Wageningen. Nog tijdens haar studie werd Knol assistent-meteoroloog bij Weeronline. Daar leerde zij voor het eerst theoretische kennis over het weer en het klimaat omzetten naar een concrete weersverwachting.
Na haar afstuderen kwam ze in dienst bij Weerplaza, waar ze het weer presenteerde voor onder andere Omroep Gelderland en Omroep Brabant. Ook maakt ze uitlegvideo's over weersverschijnselen op YouTube. Op donderdag 26 oktober 2023 debuteerde Knol als weervrouw bij het NOS Journaal.